# Sœurs de la Providence de la Pommeraye
Pour les articles homonymes, voir Sœurs de la Providence.
Les sœurs de la Providence de la Pommeraye sont une congrégation religieuse féminine enseignante et hospitalière de droit pontifical.

## Histoire
En 1809, Marie Moreau (1788-1864) prend la direction de l'école de la La Pommeraye après une formation à l'enseignement chez les Sœurs de Saint-Charles d’Angers. Elle est bientôt rejointe par des compagnes. 
Le 20 juin 1816, Charles Montault, évêque d’Angers fait une visite épiscopale à La Pommeraye et donne à l'établissement naissant la règle du tiers-ordre du Mont Carmel.
Le 28 septembre 1825, Marie Moreau et cinq compagnes prononcent leurs vœux. Elle prend le nom de sœur Marie-Joseph. La même année, elle fait construire une maison qu'elle nomme « La Providence », nom qui désigne peu à peu la congrégation elle-même. Elle est reconnue supérieure générale en 1831.
En 1845, les constitutions sont approuvées par Guillaume Angebault, évêque d’Angers, puis reconnues civilement par un décret du 25 mars 1852 par le président Louis-Napoléon Bonaparte. Le 8 novembre 1956, la congrégation est agrégée à l'ordre du carmel.
Elles ouvrent leur première maison hors de France en 1953 avec une maison en Côte d’Ivoire. En Afrique, elles s’implantent ensuite au Burkina Faso (1983), au Bénin et à Madagascar (1998) et au Cameroun (2010),. Elles ouvrent des écoles et des centres de soins, et œuvrent pour la promotion de la femme. En Amérique Centrale, elles s'installent d’abord au Honduras (1973), puis au Guatemala (1988) et au Salvador (1996). Elles sont présentes au Vietnam depuis 1998.
En 1996, les sœurs de la Pommeraye entrent dans la fédération carmélitaine apostolique avec cinq autres instituts apostoliques français: les sœurs de Sainte Thérèse d'Avesnes, les auxiliatrices de la charité, les sœurs de Notre-Dame du Mont-Carmel d’Avranches, les sœurs de l’Immaculée du Mont-Carmel de Nantes et les sœurs de Saint-Martin de Bourgueil. En 2005, ces deux dernières congrégations fusionnent avec la Providence de la Pommeraye.
Le 19 mars 2008, le Saint-Siège reconnaît l'institut qui devient de droit pontifical.

## Fusion

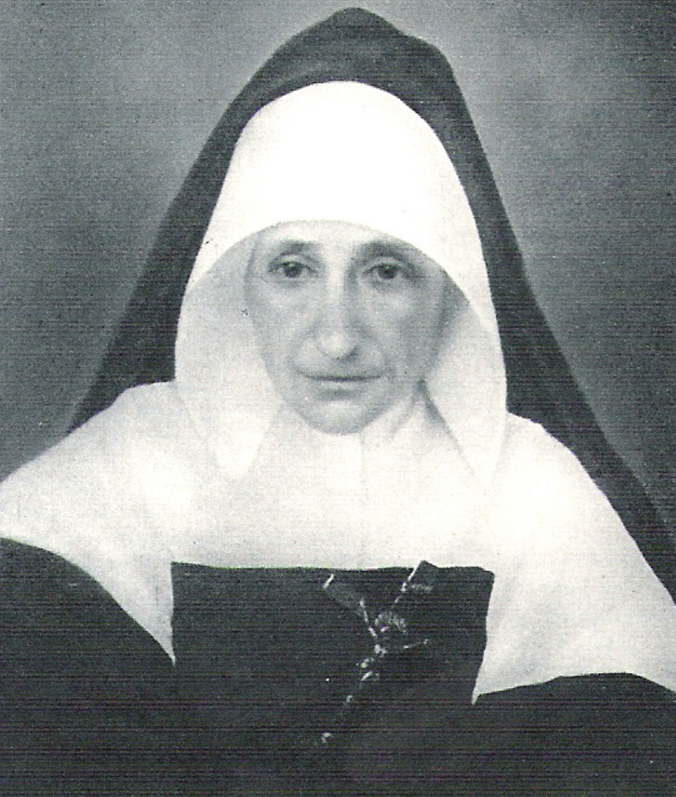
Mère Marie-Joseph Moreau (1788-1864), la fondatrice.

6 congrégations ont fusionné avec elles:
- 1952 : Sœurs de la Providence de Laon fondées en 1805 par Armand Mignot, archidiacre et curé doyen de la cathédrale Notre-Dame de Laon pour l'enseignement des enfants. L'abbé Mignot crée cette œuvre en remplacement des «sœurs marquettes»[N 1] disparu à la révolution française[14].

- 1955 : Sœurs de la Providence de Chartres fondées par François de Pedoue (1603-1667), chanoine à la cathédrale de Chartres. Il mène d'abord une vie de libertin mais se convertit le 10 août 1635 à la suite d'un grave accident. Parmi ces pénitentes, cinq se sentent appelé à se consacrer à Dieu[15]. Après un essai infructueux auprès des « filles débauchées », il les oriente vers les orphelines et achète, le 20 février 1648, une hôtellerie pour les loger. Le 22 décembre 1653, Jacques Lescot, évêque de Chartres, accorde les lettres définitives d'institution des Filles de la Providence, lettres confirmées par Louis XIV en janvier suivant. L'homologation du Parlement est rendue le 27 juillet 1656[16]. Dispersées à la révolution[17], leur maison devient l'hôtel de ville. La congrégation se reconstitue en 1806[18], elles sont approuvées par ordonnance royale le 26 novembre 1816[19]. Devenue hospitalière en même temps qu'enseignante, elles fusionnent le 28 novembre 1955 avec la Providence de la Pommeraye[18]. Il ne faut pas confondre cette congrégation avec celle des Sœurs du Bon-Secours du Sacré-Cœur de Chartres qui ont également porté le nom de Filles de la Providence sous le vocable du Sacré-Cœur de Jésus[20].

- 1961 : Sœurs de Notre-Dame de Saint-Erme fondées par l'abbé Chrétien en 1820[21].

- 1991 : Union des Nazaréennes du Père de Foucauld fondées à Bordeaux en 1949 par Magdeleine de Vimont[22]pour se consacrer aux personnes handicapés et à la rééducation des jeunes délinquants[23].

- 2005 : Sœurs de l’Immaculée du Mont Carmel ; congrégation diocésaine fondée le 8 décembre 1852 à Châteaubriant par Marie Veillet (1820-1889) en religion Marie de l'Immaculée-Conception pour l'enseignement des enfants, les soins à domicile, les soins des vieillards et des malades dans les hôpitaux et les maisons de retraites[24].

- 2005 : Sœurs de Saint-Martin de Bourgueil fondées en 1824 à Tours par Athénais Haincque et Pauline Bazire sous le nom de Filles de Notre-Dame du Mont Carmel pour le soin des malades et l'instruction chrétienne des enfants. Les sœurs s'installent à Vouvray puis achètent en 1828 l'abbaye de Bourgueil où elle emménagent en janvier 1829. Elles créent un noviciat, un internat et un externat pour les élèves et un lieu pour les dames pensionnaires. En 1830, à la suite des Trois Glorieuses, Charles-François Boutelou, directeur spirituel de la congrégation, est soupçonné d'être contre-révolutionnaire et subit l'exil. Il trouve refuge aux États-Unis[25],[26]où il invite les sœurs à traverser l'Atlantique, deux sœurs arrivent sur le nouveau continent le 1er novembre 1833 ; l'une d'elles, Thérèse Chevrel donne naissance aux sœurs de Notre Dame du Mont Carmel de Lacombe[27]. Pour sauver la congrégation, l'évêque lui donne le nom de « Saint Martin » et de nouvelles constitutions[28]. L'institut est approuvé par le gouvernement le 16 avril 1846[29]et de nouveau le 24 novembre 1942 pour l'enseignement[30].

## Activité et diffusion
Les Sœurs de la Providence se consacrent principalement à l'éducation et aux soins des malades.
Elles sont présentes en:
- Europe : France.
- Afrique : Bénin, Burkina Faso, Cameroun, Côte-d'Ivoire, Madagascar.
- Amérique : Guatemala, Honduras, Salvador.
- Asie : Vietnam.

La maison-mère est à Paris.
En 2017, la congrégation comptait 362 sœurs dans 54 maisons.